# Sustrato lingüístico
El sustrato lingüístico o substrato lingüístico es, sobre todo en caso de pueblos conquistados por otros de lengua distinta, el conjunto de influencias léxicas, fonéticas y gramaticales que ejerce la lengua originalmente hablada en el territorio sobre la lengua que la sustituye. Cuando el fenómeno ocurre al revés se habla de superestrato.
Por ejemplo, el dominio romano en la península ibérica produjo la desaparición de las lenguas aborígenes de la región, con excepción del vasco. Sin embargo, muchas de sus características aún quedan como substrato en el castellano; así, algunos lingüistas consideran que la desaparición de la inicial latina f- resultando una h-, inicialmente aspirada y posteriormente muda, parece deberse a la influencia vascuence, pues esta lengua rechazaba el fonema “f”.

## El substrato como causa de diferenciación
Una teoría largamente usada en filología románica para explicar la diferente evolución del latín en los territorios de la Romania es que en cada uno de los territorios antes de la conquista romana existían pueblos que hablaban lenguas diversas. Al adquirir el latín como segunda lengua los habitantes de esos territorios podrían haber trasladado características de su lengua nativa al latín coloquial que hablaban. Esta idea aunque razonable en términos generales, no parece explicar ni siquiera una fracción apreciable de las características observadas.
Un caso más claro es la diferenciación del español en América, donde la relación entre las características de las lenguas indígenas de América y las variedades modernas de español habladas en los mismos territorios no es muy fuerte, y frecuentemente se manifiestan casi exclusivamente en un puñado de préstamos léxicos.
La teoría del substrato como causa de diferenciación lingüística se daría sobre todo a nivel léxico, y en menor medida a nivel fonético. En cuanto a la gramática y a la sintaxis, la influencia del substrato no parece explicar prácticamente nada.